# 鈴木 (小惑星)
鈴木（すずき、2393 Suzuki）は小惑星帯の小惑星である。ニースでフランスの天文学者マルグリット・ロージェが発見した。
日本の天文学者鈴木敬信（すずきけいしん、1905年 - 1993年）に因んで命名された。